# بوب روبرتس
بوب روبرتس (بالإنجليزية: Bob Roberts)‏ (3 أبريل 1859 بويست بروميتش في المملكة المتحدة - 1 يناير 1933 في المملكة المتحدة) هو لاعب كرة قدم بريطاني (وحمل سابقاً جنسية المملكة المتحدة لبريطانيا العظمى وأيرلندا) في مركز حراسة المرمى. شارك مع منتخب إنجلترا لكرة القدم. أما مع النوادي، فقد لعب مع أستون فيلا ووست بروميتش ألبيون وSunderland Albion F.C. ‏.

## وصلات خارجية
- بوب روبرتس على موقع قاعدة بيانات كرة القدم.إي يو (الإنجليزية)
- بوب روبرتس على موقع ناشيونال فوتبول تيمز (الإنجليزية)